# Phyllomyias virescens
El mosquerito verdoso, mosqueta corona oliva (en Argentina y Paraguay) o atrapamoscas verdoso (Phyllomyias virescens), es una especie de ave paseriforme de la familia Tyrannidae perteneciente al género Phyllomyias. Habita en el sureste de América del Sur.

## Distribución y hábitat
Se encuentra en el sureste de Brasil (sur de Mato Grosso do Sul, hacia el este hasta el sur de Minas Gerais y Espírito Santo, al sur hasta el centro de Río Grande del Sur) y el sureste de Paraguay hasta el extremo noreste de Argentina (Misiones y norte de Corrientes). También se ha encontrado en el departamento de Cerro Largo en Uruguay.[cita requerida]
Su hábitat natural son los bosques templados, bosques húmedos y bosques de montaña tropicales y subtropicales. Aunque su población no ha sido cuantificada, se considera poco común y con una distribución irregular.
 Prefiere los bordes de bosque en el estrato medio y alto. Habita hasta los 1000 m de altitud.

## Descripción
Mide 12 cm de longitud. Tiene la mandíbula inferior amarillenta hasta la base. La cola es bastante larga. Por arriba es verde oliva brillante uniforme con una lista superciliar y anillo ocular amarillentos; las alas son oscuras con dos fajas amarillo pálido. Por abajo es amarillo claro bastante uniforme algo sucio de oliva en el pecho. Difiere de sus congéneres por el pileo verdoso y por el porte mayor.

## Comportamiento
Es simpátrico con Phyllomyias burmeisteri. No aparenta ser migratorio.

### Alimentación
Recoge artrópodos en el follaje, y suele acompañar bandadas mixtas.

### Vocalización
Su canto es una serie de notas «staccato» cotorreadas «ch-ch-ch-ch-ch-ch-ch» con la última nota a menudo más baja «chiu».

## Sistemática

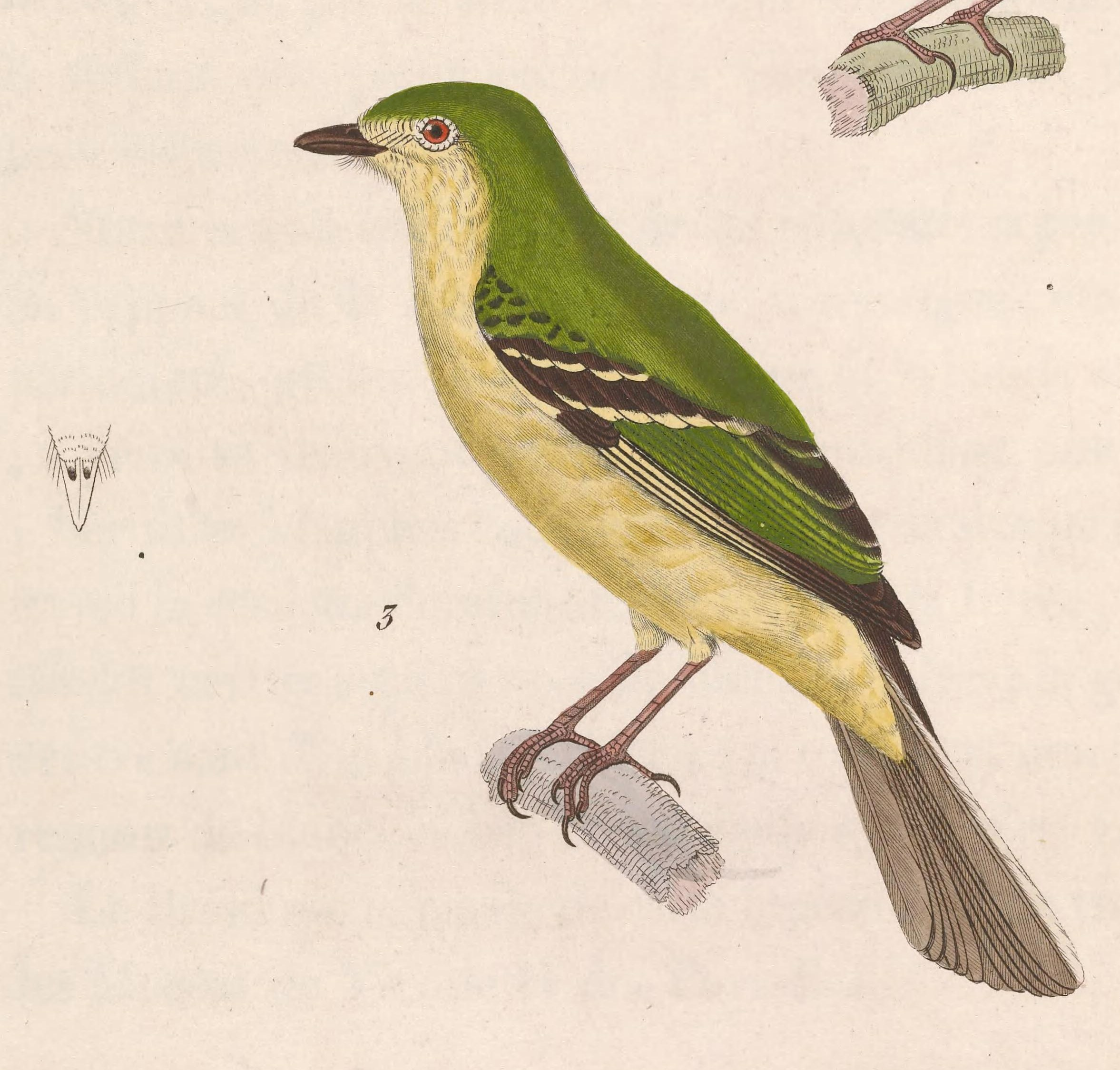
Muscicapa virescens; ilustración de Huet le Jeune y Prêtre en Temminck Nouveau recueil de planches coloriées d'oiseaux, 1838.

### Descripción original
La especie P. virescens fue descrita por primera vez por el naturalista neerlandés Coenraad Jacob Temminck en 1824 bajo el nombre científico Muscicapa virescens; la localidad tipo es: «Curytiba, Paraná, Brasil»

### Etimología
El nombre genérico masculino «Phyllomyias» se compone de las palabras del griego «φύλλον» (phúllon) que significa ‘hoja’, y de la forma neolatina «myias» que significa ‘atrapamoscas’, a su vez derivado del griego  «μυῖα, μυῖας» (muĩa, muĩas) que significa ‘mosca’; y el nombre de la especie «virescens», en latín significa ‘verdoso’.

### Taxonomía
Es monotípica. Phyllomyias virescens (Sibley and Monroe 1990, 1993) ha sido dividido en P. virescens y P. urichi siguiendo al Comité de Clasificación de Sudamérica (SACC) (2005).
El género Phyllomyias como constituido actualmente puede ser polifilético; para definir los límites del género, se requieren análisis filogenéticos objetivos, utilizando características moleculares y anatómicas. Evidencias anatómicas sugieren que Phyllomyias fasciatus, Phyllomyias griseocapilla, Phyllomyias griseiceps y Phyllomyias weedeni forman un clado que puede no estar emparentado con otros del género, algunos de los cuales o todos posiblemente estarían mejor colocados en un género resucitado Tyranniscus. La especie actual estaba antes colocada junto con Phyllomyias sclateri en un género separado, Xanthomyias. Aparenta formar una superespecie con Phyllomyias reiseri y Phyllomyias urichi; todos considerados conespecíficos por mucho tiempo, pero hay evidentes diferencias en morfología (plumaje, proporciones de las alas y de la cola), grado de dimorfismo sexual, hábitat y vocalización. Ha sido sugerido que P. sclateri también pertenece a ese grupo.